# Morning Star Sport Club
El Morning Star Sport Club és un club de futbol xilè de la ciutat de Santiago de Xile.
El club va ser fundat el 2 d'abril de 1907 amb el nom Small Chile Football Club. Adoptà el nom Morning Star el 1909. Fou un dels vuit clubs fundadors de la lliga xilena de futbol professional el 1933.
El 17 d'abril de 1936 es fusionà amb el Club de Deportes Santiago, formant el Club de Deportes Santiago Morning.

## Palmarès
- Copa Diario Ilustrado de la Asociación Cristóbal Colón[1]
- Copa Chile de la Asociación de Football de Santiago (1): 
  - 1919
- Segunda División de la Asociación de Football de Santiago (1): 

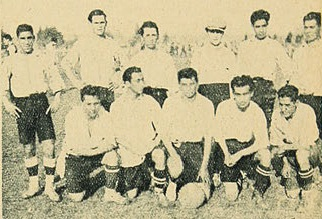
Morning Star, 1926.

  - 1932